# Griselda Siciliani
 (octobre 2012).
Pour les articles homonymes, voir Siciliani.
Griselda Siciliani est une actrice argentine née le 2 avril 1978.
Sa popularité est venue lors de son premier emploi à la télévision, en 2005, aux côtés d'Adrian Suar aujourd'hui son compagnon depuis 2004, dans la série télévisée Sin código, où elle interprète une jeune secrétaire.
Ce rôle a reçu le prix Martin Fierro Griselda.

## Biographie
En 2006, elle joue avec Facundo Arana et Natalia Oreiro dans Sos mi vida.
Au théâtre elle a participé à la comédie musicale Sweet Charity avec Florence Pois.
En 2007, on peut la voir dans son premier rôle vedette dans la série De tout mon cœur.
Elle est la sœur ainée de l’actrice Leticia Siciliani;

## Filmographie
- 2007-2008 : De tout mon cœur : Carmen Castro
- 2012 : Ultimo Elvis d'Armando Bo
- 2013 : Farsantes
- 2020 : Sentimental de Cesc Gay
- 2022 : Bardo d'Alejandro González Iñárritu
- 2024 : Descansar en paz (es) de  Sebastián Borensztein
- 2024 : Envidiosa (es)  de Carolina Aguirre